# Henrik Wivel
Henrik Wivel, född den 20 juni 1954 i Köpenhamn, är en dansk journalist och författare. Han har två äldre bröder, journalisten, tidigare chefredaktören för Weekendavisen och Berlingske Tidende, Peter Wivel och konstvetaren Mikael Wivel. Hans farbror var direktör på Gyldendal, Ole Wivel.
Wivel blev Mag.art. i nordisk litteratur vid Köpenhamns universitet 1984 och Dr.phil. där på en avhandling om Selma Lagerlöf 1991. Han har därefter arbetat som redaktör, kritiker, föreläsare och konsult i litteratur- och konsthistoria inom universitets-, förlags- och museivärlden.

## Priser och utmärkelser
- 1990 Mårbackapriset
- 1993 Dansk-svensk kulturfonds kulturpris
- 1995 Georg Brandes-priset